# Seznam římských zákonů
Toto je neúplný seznam římských zákonů. Římský zákon (latinsky lex) je obvykle pojmenován podle navrhujícího zákonodárce adjektivní formou jeho rodového jména v ženském rodu  Je-li zákon iniciativou dvou konzulů, je mu přiděleno jméno obou, přičemž na prvním místě je jméno staršího konzula. Někdy je zákon dále specifikován krátkou frází popisující obsah zákona, aby se odlišil od jiných zákonů podporovaných příslušníky stejného rodu.

## Římské zákony
| Název                                         | Rok                                          | Popis |
| --------------------------------------------- | -------------------------------------------- | --- |
| Lex Valeria Publicolae de provocatione        | 509 př. n. l.? 449 př. n. l.? 300 př. n. l.? | garantoval každému Římanovi právo odvolat se proti rozsudku smrti (provocatio) |
| Lex sacrata                                   | 494 př. n. l.                                | tento zákon vzniklý po prvním odchodu (secesi) plebejů z Říma zakládal nový plebejský úřad tribunů lidu a zaručoval jim osobní nedotknutelnost (sacrosanctitas) |
| Lex Publilia Voleronis                        | 471 př. n. l.                                | tribuni lidu budou nadále voleni na tributních shromážděních a nikoliv na centuriátních; omezovalo se tím ovlivňování volebních hlasů patriciji |
| Lex Icilia de tribunis plebis                 | 492 př. n. l.                                | tribuni lidu mohou svolávat lidová shromáždění |
| Lex Aternia Tarpeia de multis                 | 454 př. n. l.                                | povoloval platit pokuty ve váženém bronzu místo dobytkem |
| Lex Icilia de Aventino publicando             | 454 př. n. l.? 456 př. n. l.?                | přiděloval plebejům obecní půdu na pahorku Aventin |
| Lex Maenia Sestia                             | 452 př. n. l.                                | stanovoval stupnice pokut: 1 vůl = 12 ovcí = 100 římských liber bronzu |
| Lex Terentilia                                | 451 př. n. l.                                | zřizoval dočasný úřad decemvirů určených k sepsání zákonů (decemviri legibus scribundis) |
| Lex Valeria Horatia de plebiscitum            | 449 př. n. l.                                | výrazně rozšiřoval práva plebejů |
| Lex Canuleia de conubio                       | 445 př. n. l.                                | povoloval sňatky mezi patriciji a plebeji |
| Lex Papiria Iulia de multarum aestimatione    | 430 př. n. l.                                | placení pokut v bronzu je povinné |
|                                               | 421 př. n. l.                                | plebejové mohli být voleni za quaestory, počet quaestorů se zvýšil ze 2 na 4 |
| Rogationes Liciniae Sextiae                   | 367 př. n. l.                                | - Lex de consule altero ex plebe et de praetore ex patribus creando – zavedena zásada, že jeden konzul musí vždy být plebej - Lex de modo agrorum – omezila se pozemková držba tak, aby nikdo neměl v držení více než 500 jiter (asi 125 ha) půdy - Lex de aere alieno – dlužníkům bylo odpočteno z jistiny to, co bylo zaplaceno na úrocích a zbytek dluhů měl být splácen ve třech letech stejnými díly |
|                                               | 356 př. n. l.                                | plebejům byl zpřístupněn úřad diktátora |
| Leges Genuciae                                | 342 př. n. l.                                | - nikdo nesmí být zvolen znovu do úřadu dříve než po deseti letech - oba konzulové mohou být zvoleni z řad plebejců |
| Leges Publiliae Philonis de plebiscitis       | 339 př. n. l.                                | - jeden z censorů musí být vždy plebej - zákony předkládané centurijnímu shromáždění musí být nejdříve schváleny senátem (před tímto zákonem posuzoval senát zákony následně) - usnesení plebejského shromáždění jsou obecně závazná |
|                                               | 337 př. n. l.                                | plebejům byla zpřístupněna praetura |
| Lex Poetelia Papiria de nexis                 | 326 př. n. l.                                | dlužníci již nesmí být drženi v otroctví |
| Lex Ovinia de senatus lectione                | 312 př. n. l.?                               | právo revidovat seznam členů senátu přešlo z konzulů na censory |
| Lex Ogulnia                                   | 300 př. n. l.                                | počet členů kolegia pontifiků zvýšen na 8, polovina kolegia musí být plebejové |
| Lex Maenia                                    | 288 př. n. l.                                | ustanovení sněmu centuriátního je povinován schválit i senát |
| Lex Hortensia                                 | 287 př. n. l.                                | právně závazná jsou i ustanovení sněmu tributního |
| Lex Hieronica frumentaria                     | 240 př. n. l.                                | zákon přebíral daňový systém Hieróna II. ze Syrakus |
| Lex Claudia de senatoribus                    | 218 př. n. l.                                | senátoři nesmějí podnikat ani se zabývat obchodem |
| Lex Claudia de nave senatorum                 | 218 př. n. l.                                | senátoři nesmějí vlastnit lodě s válečnou kapacitou |
| Lex Oppia sumptuaria                          | 215 př. n. l.                                | zákon proti přepychu; omezoval ženám nošení drahých šatů, šperků a používání bryček (zrušen v roce 195 př. n. l.) |
| Lex Cincia de donis et muneribus              | 204 př. n. l.                                | zakazoval právním zástupcům na soudě brát odměny a dary |
| Lex Porcia Laeca de capita civium             | 199 př. n. l.                                | opětovně stvrzoval právo odvolací (provocatio) v hrdelních přích |
| Lex Porcia de tergo civium                    | 195 př. n. l.? 184 př. n. l.?                | zakazoval tělesné trestání římských občanů bez předchozího odvolání |
| Lex Acilia de intercalando                    | 191 př. n. l.                                | úpravy kalendáře |
| Lex Orchia sumptuaria                         | 191 př. n. l.                                | zákon proti přepychu; omezoval počet osob, které bylo možno pozvat na představení v divadle nebo cirku |
| Lex Villia annalis                            | 180 př. n. l.                                | - stanovoval minimální věk potřebný pro volené funkce (quaestorové 30 let, aedilové 36 let, praetorové 39 let, konzulové 42 let) - mezi každou magistraturou musí kandidátovi uplynout nejméně dva roky, mezi dvěma konzuláty pak 10 let |
| Lex Voconia de mulierum hereditibus           | 169 př. n. l.                                | omezoval pro ženy množství majetku zahrnutého v dědickém právu z odkazu; pro velké množství legálních způsobů, jak ho obejít, byl prakticky bez účinku |
| Lex Fannia sumptuaria                         | 161 př. n. l.                                | zákon proti přepychu; stanovoval nejvyšší limity výdajů na představení a slavnosti |
| Lex Aebutia de magistratibus extraordinariis  | 154 př. n. l.                                | navrhovatel mimořádného úřadu (diktatury) nemůže být do tohoto úřadu zvolen |
| Lex Aebutia de formulis                       | 150 př. n. l.?                               | dal městskému praetoru (praetor urbanus) volnost při jednání na soudním dvoru aby mohl přetvářet soukromé právo v Římě |
| Lex Aelia Fufia                               | 150 př. n. l.?                               | potvrzoval právo kurulských magistrátů nebo tribunů lidu rozpustit všechna lidová shromáždění, pokud byla dosvědčena nešťastná znamení (omina); tento zákon byl zrušen Publiem Clodiem Pulchrem v roce 58 př. n. l. |
| Lex Calpurnia de repetundis                   | 149 př. n. l.                                | zakládal stálé soudní dvory proti vydírání (quaestio perpetua de repetundis); měl zabraňovat odírání provincií jejich prokonzuly nebo nájemci daní (publikány) |
| Leges provinciae                              | 146 př. n. l.                                | soubor zákonů upravující správu římských provincií |
| Lex Gabinia tabellaria                        | 139 př. n. l.                                | zavedeno ve všech volbách tajné hlasování |
| Lex Cassia tabellaria                         | 137 př. n. l.                                | zavedeno tajné hlasování soudních porot kromě pří vedených pro velezradu |
| Lex Sempronia agraria                         | 133 př. n. l.                                | rozděloval obecní půdu (ager publicus) mezi bezzemky a stanovoval maximální výměru půdy na rodinu na 1000 jiter |
| Lex Atinia de tribunis plebis                 | 131 př. n. l.? 102 př. n. l.?                | tribuni lidu se automaticky stávají členy senátu |
| Lex Papiria tabellaria                        | 131 př. n. l.                                | zavedeno tajné hlasování při přijímání nebo rušení zákonů ve shromážděních |
| Lex Iunia de peregrinis                       | 126 př. n. l.                                | vykazoval z Říma všechny, kteří neměli římské občanství nebo ho získali neoprávněně |
| Lex Aufeia                                    | 124 př. n. l.                                | řešil uspořádání provincie Asia |
| Lex Sempronia iudiciaria                      | 123 př. n. l.                                | soudnictví přeneseno ze senátorů na equity (jezdce) a zaroveň byl jezdecký census stanoven na 400 000 sesterciů |
| Lex Acilia de repetundis                      | 123 př. n. l.                                | novelizovaný zákon proti vydírání z roku 149 př. n. l.; soudní řízení v těchto přích bylo svěřeno equitům |
| Lex Rubria                                    | 122 př. n. l.                                | povolil vystavět kolonii na ruinách Kartága |
| Lex Maria                                     | 119 př. n. l.                                | nařizoval zúžení hlasovacích uliček jako opatření proti možnosti uplácení voličů |
| Lex Mamilia Roscia Peducaea Alliena Fabia     | 109 př. n. l.                                | návrh pozemkové reformy |
| Lex Caelia tabellaria                         | 107 př. n. l.                                | rozšířeno tajné hlasování i v procesech o velezradě (de perduellio) |
| Lex Servilia iudicaria                        | 106 př. n. l.                                | řízení soudních dvorů proti vydírání přeneseno z equitů zpět na senátory |
| Lex Domitia de sacerdotiis                    | 104 př. n. l.                                | členové náboženských kolegií již nejsou kooptování ale voleni (pravděpodobně) tributními sněmy; tento zákon byl později zrušen Sullou |
| Lex Servilia Glaucia                          | 100 př. n. l.                                | přiděloval půdu veteránům na pozemcích v jižní části Galie |
| Lex Caecilia Didia                            | 98 př. n. l.                                 | - mezi prvním čtením zákona na shromáždění lidu (contio) a jeho schválením musí uplynout nejméně tři tržní dny, tedy nejméně 28 dnů kalendářních - do jednoho návrhu zákona nebylo lze vkládat více spolu nesouvisejících věcí (přílepků) |
| Lex Minucia de liberis                        | 91 př. n. l.                                 | potomci ze smíšených manželství, kdy jeden z rodičů měl římské občanství, na toto občanství nemají nárok |
| Lex Iulia de civitate Latinis et sociis danda | 90 př. n. l.                                 | uděloval plné římské občanství těm italským spojencům, kteří se neúčastnili Spojenecké války anebo složili zbraně |
| Lex Plautia Papiria de civitate sociis danda  | 89 př. n. l.                                 | uděloval plné římské občanství všem italským spojencům |
| Lex Pompeia de Transpadanis                   | 89 př. n. l.                                 | zřizoval provincii Galii Předalpskou a jejím obyvatelům přiznával římské občanství; obyvatelům Zaalpské Galie uděloval právo latinské |
| Lex Cornelia annalis                          | 81 př. n. l.                                 | sankcionoval předchozí činy Lucia Cornelia Sully během občanské války a posiloval moc senátu |
| Lex Cornelia de provinciis ordinandis         | 81 př. n. l.                                 | reguloval činnost prokonzulů ve svých přidělených provinciích, obzvláště nepovolenou válku nebo nepovolené cestování |
| Lex Aurelia de tribunicia potestate           | 75 př. n. l.                                 | tribunům lidu přiznával po uplynutí jejich tribunátu možnost kandidovat do vyšších magistratur |
| Lex Terentia Cassia frumentaria               | 73 př. n. l.                                 | zabezpečoval zásobování Říma obilím (annona) a snižoval přídělové dávky |
| Lex Gellia Cornelia de civitate               | 72 př. n. l.                                 | autorizoval Gnaea Pompeia k udělení římského občanství zasloužilým (tedy prakticky Pompeiově klientele) |
| Lex Pompeia de tribunicia potestate           | 70 př. n. l.                                 | plně restituoval moc tribunů lidu, kterou razantně omezil Sulla, včetně jejich práva veta |
| Lex Plautia de vi                             | 70 př. n. l.                                 | prohlásil veřejné násilné činy za nezákonné; v podstatě přijat ke snížení vlivu davu na úředníky |
| Lex Plautia de reditu Lepidanorum             | 70 př. n. l.                                 | amnestoval všechny spojence Marka Aemilia Lepida z jeho tažení proti Římu roku 78 př. n. l. a povoloval jim návrat do Říma |
| Lex Aurelia iudiciaria                        | 70 př. n. l.                                 | stanovil spravedlivější rozdělení soudních porot na třetiny mezi senátory, equity a tribuny aeraria |
| Lex Gabinia de piratis persequendis           | 67 př. n. l.                                 | uděloval Pompeiovi zvláštní pravomoce k potírání námořních pirátů a ke kontrole zásobování obilím |
| Lex Roscia theatralis                         | 67 př. n. l.                                 | přiděloval equitům v divadlech zvláštní místa (14 řad) |
| Lex Acilia Calpurnia de ambitu                | 67 př. n. l.                                 | trvale odnímal volební právo v případě volebního uplácení |
| Lex Manilia                                   | 66 př. n. l.                                 | uděloval Pompeiovi speciální pověření (imperium) pro boj s králi Mithridatem IV. a Tigranem |
| Lex Labiena de sacerdotiis                    | 64 př. n. l.                                 | derogoval Sullův zákon o kooptaci členů náboženských kolegií a právo jejich volby opětovně navracel do lidových shromáždění |
| Lex Iulia de repetundis                       | 59 př. n. l.                                 | zakročoval proti bezuzdnému vymáhání peněz v provinciích |
| Lex Vatinia                                   | 59 př. n. l.                                 | přiděloval Caesarovi na pět let prokonzulskou správu Předalpské Galie a Illyrika |
| Lex Licinia Pompeia                           | 55 př. n. l.                                 | prolongoval Caesarovu správu Zaalpské Galie na dalších pět let |
| Lex Trebonia de provinciis consularibus       | 55 př. n. l.                                 | přiděloval na pět let prokonzulskou správu provincií Hispánii Pompeiovi a Sýrii Marku Liciniu Crassovi |
| Lex Roscia                                    | 49 př. n. l.                                 | obyvatelé Zaalpské Galie obdrželi plné římské občanství |
| Lex Iulia municipalis                         | 45 př. n. l.                                 | měnil statuty všech italských měst a dal jim římský systém správy (komicie, senát, magistráty) |
| Lex Antonia de permutatione provinciae        | 44 př. n. l.                                 | předal na pět let Marku Antoniovi velení armády v Předalpské i Zaalpské Galii (místo původní Makedonie) a zmocnil ho k převelení Caesarových legií z Makedonie do nových provincií |
| Lex Titia                                     | 43 př. n. l.                                 | uzákonění druhého triumvirátu na délku pěti let |
| Lex Iulia de adulteriis coercendis            | 18 př. n. l.                                 | manželská nevěra je soukromý i veřejný přečin a může být trestána vyhnanstvím |
| Lex Iulia de maritandis ordinibus             | 18 př. n. l.                                 | svobodní a mladé vdovy, které se nechtěly vdát, byli vyloučeni z dědictví a z návštěv veřejných her; stejné tresty hrozily i ženatým a vdaným ale bezdětným. Tento nepopulární zákon byl později upraven zákonem Lex Pappia Poppaea v roce 9 n. l. |
| Lex Fufia Caninia                             | 2 př. n. l.                                  | omezoval počet otroků, které může vlastník propustit o své vůli na svobodu |
| Lex Aelia Sentia                              | 4                                            | propuštěnci, kteří spáchali vážný přečin, mohou být uvrženi do opětovného otroctví |
| Lex Valeria Cornelia                          | 5                                            | pozměnil proceduru volby praetorů a konzulů v centuriátním shromáždění; přidaných deset nových centurií (centuriae C. & L. Caesaris) mělo přednostní právo postavit kandidáty k volbám |
| Lex Papia Poppaea                             | 9                                            | upravoval Lex Iulia de maritandis ordinibus z roku 18 př. n. l. |
| Lex Iunia Norbana                             | 17? 19?                                      | propouštění otroků na svobodu bylo dáno pod kontrolu a po splnění předchozích formalit |
| Constitutio Antoniniana                       | 212                                          | edikt císaře Caracally, kterým bylo římské občanství rozšířeno na všechny svobodné muže v celé římské říši |
| Lex citationis                                | 426                                          | během soudních řízení mohlo být citováno jen pět římských právníků (Ulpianus, Gaius, Iulius Paulus, Papinianus a Modestinus) |

## Senátní usnesení
Takzvaná senatusconsulta byla usnesení senátu bez právní závaznosti. Zvláštním případem takového usnesení bylo senatusconsultum ultimum, jednalo se o usnesení senátu k ochraně republiky, prakticky vyhlášení výjimečného stavu. Senát ho vydával v případech extrémního nebezpečí pro republiku, obvykle se jednalo o snahu vypořádat se s vnitřním politickým násilím. První usnesení tohoto druhu (Senatusconsultum de re publica defendenda) bylo vydáno v roce 121 př. n. l. za účelem potlačení nepokojů vyvolaných Gaiem Gracchem.
| Název                                | Rok           | Popis |
| ------------------------------------ | ------------- | --- |
| Senatusconsultum de Bacchanalibus    | 186 př. n. l. | zákaz orgiastických slavností doprovázejících kult boha Bakcha |
| Senatusconsultum ne homo immolaretur | 97 př. n. l.  | netolerování lidských obětí |
| Senatusconsultum Silanianum          | 10            | o otrocích (pokud byl majitel otroka svým otrokem zabit, všichni otroci patřící majiteli mají být mučeni a odsouzeni k smrti)                                                                         |
| Senatusconsultum Vellaeanum          | 46            | o dluzích (zakazoval ženám ručit za závazky druhých osob, dokonce i v případě jejich manželů) |
| Senatusconsultum Claudianum          | 52            | o soužití svobodné ženy a otroka (žena měla přejít do otroctví – i s případně narozenými potomky z tohoto vztahu – majiteli otroka, pokud tohoto otroka po trojím formálním varování odmítla opustit) |
| Senatusconsultum Trebellianum        | 56            | o dědictví |
| Senatusconsultum Neronianum          | 60            | o dědictví |
| Senatusconsultum Macedonianum        | 69–79         | o půjčkách mezi otcem a synem |
| Senatusconsultum Pegasianum          | 69–79         | o dědictví |
| Senatusconsultum Tertullianum        | 117–138       | o dědictví |
| Senatusconsultum Orphitianum         | 178           | o dědictví |

## Sbírky zákonů založených na římském právu
| Název                   | Rok            | Popis |
| ----------------------- | -------------- | --- |
| Zákon dvanácti desek    | 451 př. n. l.? | první soubor římských práv, který byl sepsán decemviry po sporech mezi patriciji a plebeji; jednalo se zejména o formalizaci zvykového práva |
| Codex Theodosianus      | 438            | první ucelený souhrn římského práva sepsaný na podnět východořímského císaře Theodosia II., platil pro celou Římskou říši                    |
| Lex Romana Visigothorum | 506            | jeden z římských právnických základů po pádu Západořímské říše platný pro římské poddané ve Vizigótské říši                                  |
| Corpus iuris civilis    | 529–534        | kodifikace veškerého římského práva za císaře Justiniána                                                                                     |